# Белей Любомир Омелянович
Любоми́р Омеля́нович Беле́й (18 березня 1962, смт Войнилів, Калуський район, Івано-Франківська область — 12 травня 2018, Ужгород) — український мовознавець, доктор філологічних наук з 1997, професор з 2002. Директор та засновник Науково–дослідного інституту україністики імені Михайла Мольнара, автор наукових праць, присвячених питанням мови, укладач старослов'янсько-українського словника.

## Життєпис
Любомир Белей народився 18 березня 1962 року в смт Войнилів Калуського району Івано-Франківської області.
У 1983 році закінчив українське відділення філологічного факультету Ужгородського державного університету та вступив до аспірантури за спеціальністю «загальне мовознавство».
У 1986 році захистив кандидатську дисертацію «Варіантність антропонімів на різних рівнях української мови».
З 1986 — викладач, з 1990 — доцент кафедри загального і слов'янського мовознавства, з 2000 року Любомир Белей професор кафедри мови Ужгородського національного університету.
Професор Белей був активним супротивником і критиком «русинського сепаратизму», розглядав «русинську ідентичність» як інструмент асиміляції української діаспори в Польщі та Словаччині.

### Наукова діяльність
Досліджував українську ономастику, історію української літературної мови, мову та культуру української діаспори та лексикографію.

### Праці
- Сакля на витри: антологія поезії югославських русинів-українців (У співавторстві з Іваном Ребриком, 1991);
- Ім'я для дитини в українській родині (1993) завантажити [Архівовано 13 вересня 2021 у Wayback Machine.];
- Функціонально-стилістичні можливості української літературно-художньої антропонімії XIX-ХХ ст. (1995)завантажити [Архівовано 13 вересня 2021 у Wayback Machine.];
- Тіхий Ф. Розвиток сучасної літературної мови на Підкарпатській Русі (переклад з чеської та післямова Л. Белея та М. Сюська, 1996).
- З історії українців Боснії (1997);
- Старослов'янсько-український словник завантажити [Архівовано 13 вересня 2021 у Wayback Machine.](2001, у співавт.);
- Проблемні питання української літературно-художньої антропоніміки (2001);
- Нова українська літературно-художня антропонімія: проблеми теорії та історії (2002) завантажити [Архівовано 13 вересня 2021 у Wayback Machine.];
- Дорошенко Дмитро. Слов'янський світ у його минулому та сучасному (передмова та упорядкування, 2005);
- Українські імена колись і тепер (2010) завантажити [Архівовано 13 вересня 2021 у Wayback Machine.];
- Ім'я дитини в українській родині (2010) завантажити [Архівовано 13 вересня 2021 у Wayback Machine.];
- Курс Старослов'янської мови Ч.1 (2012) завантажити [Архівовано 13 вересня 2021 у Wayback Machine.];
- Не минаючи ані титли… Лінгвобіографія старослов'янскої мови (2015) завантажити [Архівовано 13 вересня 2021 у Wayback Machine.];
- «Русинський» сепаратизм: націєтворення in vitro (2017) завантажити [Архівовано 13 вересня 2021 у Wayback Machine.].

#### Книги
- «Ім'я дитини в українській родині», Харків, «Фоліо», 2010. ISBN 978-966-03-3231-7

#### Публікації
- Дволикий Янус української історії, або Несподівані варіації канадського автора // Дзеркало тижня. — 2007. — 29 верес.)
- Закарпатська Україна: Маски й гримаси національного відродження Закарпаття [Архівовано 24 лютого 2013 у Wayback Machine.] // Український тиждень. — 2009. — 27 листоп.)
- Неорусинський проект [Архівовано 24 лютого 2013 у Wayback Machine.] // Український тиждень. — 2009. — 4 груд.)
- Перша хвиля: Бачванські руснаки — найдавніша українська діаспора [Архівовано 24 лютого 2013 у Wayback Machine.] // Український тиждень. — 2010. — 5 лют.)
- Закарпатський казус: SUI JURIS — випадковий анахронізм чи знаряддя антиукраїнської політики? [Архівовано 24 лютого 2013 у Wayback Machine.] // Український тиждень. — 2010. — 12 берез.)
- Затоплені асиміляцією: Історія українців Словаччини: від незнання до безпам'ятства [Архівовано 22 травня 2011 у Wayback Machine.] // Український тиждень. — 2011. — 11 лют.)
- Пан або пропав [Архівовано 23 листопада 2012 у Wayback Machine.] // Український тиждень. — 2011. — 16 черв.)
- Втрачена еміграція [Архівовано 24 листопада 2012 у Wayback Machine.] // Український тиждень. — 2012. — 26 січ.)
- Як облаштовували своє життя українські емігранти у повоєнній Празі [Архівовано 24 лютого 2013 у Wayback Machine.] // Український тиждень. — 2012. — 30 трав.)
- «Русинський» сепаратизм: націєтворення in vitro. — К. : Темпора, 2017. — 392 с. іл.

### Родина
Дружина — Галина, сини: Лесь та Остап, донька — Ярина.

## Вшанування пам'яті
У 2023 році в місті Ужгороді з'явилася вулиця, названа іменем Любомира Белея.